# Калмыков, Николай Павлович
Николай Павлович Калмыков (19 декабря 1920, дер. Скородумово, Хмелевицкий район, Горьковская область — 13 января 2004, Балхаш, Карагандинская область, Казахстан) — советский военнослужащий, старшина, полный кавалер ордена Славы.

## Биография
В 1940 году призван в Красную Армию, служил артиллеристом на Дальнем Востоке, и в ноябре 1941 года прибыл на фронт.
Командир орудийного расчёта 291-го отдельного истребительно-противотанкового дивизиона (413-я стрелковая дивизия, 3-я армия, 1-й Белорусский фронт) старший сержант Калмыков в боях 28 июня 1944 года у деревни Подречье Кировского района Могилёвской области, уничтожил более десятка гитлеровцев и подбил автомобиль с боеприпасами.
В бою близ деревни Свислочь Осиповичского района Могилёвской области 30 июня 1944 года при ликвидации окружённой группировки противника истребил много вражеских солдат. За мужество и стойкость, проявленные в этом бою, 9 июля1944 года старший сержант Калмыков награждён орденом Славы 3 степени.
Командир орудия 278-го гвардейского истребительно-противотанкового артиллерийского полка (4-я гвардейская истребительно-противотанковая бригада, 5-я ударная армия, 1-й Белорусский фронт) гвардии старший сержант Калмыков в бою у города Бромберг 24—25 января 1945 года, отражая контратаку, из личного оружия уничтожил 5 гитлеровцев. Получив ранение, не покинул поля боя.
За проявленное мужество 26 февраля 1945 года награждён орденом Славы 3 степени, а 23 марта1963 года перенаграждён орденом Славы 1 степени.
При прорыве обороны гитлеровских войск на левом берегу реки Одер около населённого пункта Гольцов близ города Кюстрин 16 апреля 1945 года наводчик орудия гвардии старший сержант Калмыков разрушил 2 дзота противника и поразил около десятка гитлеровцев, обеспечив продвижение советских войск.
За проявленное мужество 16 июня 1945 года награждён орденом Славы 2 степени.
Впоследствии трудился литейщиком на Балхашском горно-металлургическом комбинате.
Умер в 2004 году в возрасте 83 лет в г. Балхаше Карагандинской области Казахстана. Похоронен там же.

## Награды
- Орден Отечественной войны 1 степени
- Орден Красной Звезды
- Орден Славы 1-й степени
- Орден Славы 2-й степени
- Орден Славы 3-й степени
- медали